# Ciclone de Bhola de 1970
O ciclone de Bhola em 1970 foi um ciclone tropical devastador que atingiu o Paquistão Oriental (atual Bangladesh)  e Bengala Ocidental, na Índia em 12 de novembro de 1970. O ciclone foi o sistema tropical mais mortífero já registrado e também um dos desastres naturais mais mortíferos nos tempos modernos. Entre 300 000 e 500 000 pessoas perderam suas vidas, principalmente devido à maré de tempestade associada que inundou muitas ilhas de pouca altitude do Delta do Rio Ganges. Este ciclone foi a sexta tempestade ciclônica da temporada de ciclones no Oceano Índico norte de 1970 e também foi o mais intenso, alcançando a força equivalente a um furacão de categoria 3 na escala de furacões de Saffir-Simpson.
O ciclone formou-se na região central do Golfo de Bengala em 8 de novembro e seguiu para o norte, intensificando-se. o sistema alcançou o seu pico de intensidade  com ventos constantes de 185 km/h em 12 de Novembro e então fez landfall na costa do Paquistão Oriental naquela noite. A maré ciclônica devastou muitas ilhas próximas à costa, destruindo muitos vilarejos e plantações na região. A cidade Thana de Tazumuddin foi o local mais severamente afetado, sendo que 45% da população de 167 000 morreram como consequência da passagem do ciclone.
O governo paquistanês foi severamente criticado no tratamento de suas operações de socorro pelos líderes do Paquistão Oriental e pela mídia internacional. Com isso e com outros fatores, a oposição, formada pela Liga Awami, ganhou uma vitória esmagadora na província, e a contínua intranquilidade entre o Paquistão Oriental e o governo central provocou a Guerra de Independência de Bangladesh.